# José Sebastião da Silva Dias
José Sebastião da Silva Dias (Arcos de Valdevez, 9 de Fevereiro de 1916 — Lisboa, 1994) foi um filósofo e professor da Faculdade de Letras da Universidade de Coimbra e depois da Faculdade de Ciências Sociais e Humanas da Universidade Nova de Lisboa. Trabalhou no campo do jornalismo, da assistência social, na Polícia Judiciária e esteve ligado a várias realizações e actividades pedagógico-científicas. Deixou uma obra vasta e relevante, resultado de uma vida dedicada ao ensino e à cultura.

## Biografia
Matriculou-se no curso de Direito da Faculdade de Direito da Universidade de Coimbra com o objectivo seguir a carreira da magistratura, formando-se em 1941 tendo obtido a classificação de 16 valores.
Enquanto estudante em Coimbra interessou-se por temas diversos na área das humanidades, com relevo para a filosofia, a história, a literatura e a sociologia, participando em diversas agremiações estudantis, tendo integrado a direcção do Centro Académico de Democracia Cristã, a que presidiu nos anos de 1939-1940 e 1940-1941 e director de Estudos, a revista daquela instituição. Por essa altura iniciou a sua colaboração na imprensa, publicando artigos na revista Estudos e no jornal Via Latina, publicações académicas ligadas à comunidade académica da Universidade de Coimbra.
No ano em que se licenciou, publicou na edição de 4 de Setembro de 1941 do periódico Acção : Semanário da Vida Portuguesa um artigo intitulado "Toque de clarim", considerado polémico entre a intelectualidade portuguesa, que o afirmou como jornalista. Esse sucesso levou a que se fixasse em Lisboa e se dedicasse ao jornalismo, integrando o corpo redactorial do Novidades, abandonando assim a sua intenção de ingressar ma magistratura. Por essa altura (1942) iniciou ingressou no funcionalismo público, como assistente de acção social do Instituto Nacional do Trabalho e Previdência.
O trabalho na área social levou a que tomasse consciência dos graves problemas sociais existentes na sociedade portuguesa daquele tempo, desenvolvendo uma postura crítica em relação às políticas sociais do Estado Novo, que não se coibiu de publicar. O incómodo causado levou a que em 1946 fosse demitido do seu emprego no INTP, por conveniência de serviço.
A sua demissão do funcionalismo público levou a que se dedicasse a tempo inteiro ao jornalismo. Trabalhou então no Novidades e na A Voz, de Lisboa, escrevendo sobre temas variados, mas com destaque para a literatura, a economia, a política internacional, a filosofia, a história, as questões sociais, a filosofia e a religião. Os seus artigos, frequentemente discordantes em relação às políticas do Estado Novo, colocaram-no na mira da censura, o que o obrigou a escrever anonimamente ou a utilizar pseudónimos. do regime, despertaram a atenção da Censura sobre o seu nome. Foi, então, obrigado a recorrer, ao uso de pseudónimos e iniciais para poder publicar alguns dos seus artigos mais polémicos. Entre outros, usou os pseudónimos José d'Amiosa, José de Brito, R.S.M., Alfredo Lima e Pelo Trabalhador.
Na vaga de reintegrações que ocorreram nos finais da década de 1940, correspondentes à estabilização do regime, em 1949 voltou ao funcionalismo público, sendo colocado como secretário do Tribunal de Execução de Penas, em Lisboa. Aproximando-se do regime, ou pelo menos resignando-se, prosseguiu uma carreira como funcionário do Estado, que o levou a ser inspector da Polícia Judiciária e depois a ascender a director do Instituto de Assistência aos Menores e a provedor da Casa Pia de Lisboa.
Assumindo-se como católico empenhado, a sua ligação profissional à assistência social e à investigação criminal permitiram-lhe conhecer e questionar o posicionamento e as responsabilidades do cristão perante os problemas sociais que então se viviam em Portugal. Essa reflexão levou a uma intensa actividade intelectual, publicando vários livros e proferindo algumas conferências sobre temática social.
A partir de 1957 passou a reger a cadeira de História da Cultura na Faculdade de Letras da Universidade de Coimbra como docente convidado, dedicando-se progressivamente à docência universitária e à investigação social. No ano seguinte foi convidado para professor catedrático além-do-quadro da Faculdade de Letras da Universidade de Coimbra, na qual recebeu, em 1961, o grau de doutor em Filosofia. Em 1970, ascendeu a professor catedrático do Grupo de Histórico-Filosóficas e em 1974 foi escolhido para presidente do Conselho Directivo daquela faculdade.
Em 1976 criou o Instituto de História e Teoria das Ideias e fundou o Centro de História da Sociedade e da Cultura da Universidade de Coimbra, iniciando no ano seguinte a publicação da Revista de História das Ideias, de que foi o primeiro director.
Manteve-se em Coimbra até 1980, ano em que se transferiu para a Faculdade de Ciências Sociais e Humanas da Universidade Nova de Lisboa, onde fundou a revista Cultura, História, Filosofia e foi responsável científico pelo Centro de História da Cultura daquela faculdade. Jubilou a 9 de Fevereiro de 1986.
A 28 de junho de 1988, foi agraciado com o grau de Grã-Cruz da Ordem da Instrução Pública.
Deixou uma obra vasta e relevante, fruto do seu espírito de investigador incansável, sobre temática social e filosófica, incluindo diversas monografias e um grande número de artigos dispersos por revistas da especialidade, bem como um importante acervo de artigos na imprensa generalista. Orientou um número significativo de doutorandos, sendo considerado um professor brilhantes, impulsionador de várias realizações e actividades pedagógico-científicas.

## Principais obras
- "Timeo Danaos (Anschluss)", Estudos, 15 (170-171) 1938, pp. 521–524.
- "A propósito da Guerra de Espanha", Estudos, 16 (175) 1939, pp. 140–145.
- "Paz e bem", Estudos, 16 (178-179) 1939, pp. 282–288.
- "Pensamento e acção", Estudos, 16 (182) 1939, pp. 465–472.
- "As trevas dum século (XVII)", Estudos, 16 (175) 1939, pp. 126–138; 16 (180-181) 1939, pp. 362–373.
- "El iberico solar", Estudos, 17 (190) 1940, pp. 363–380.
- "Novus nascitur ordo", Estudos, 17 (183-184) 1940, pp. 30–40.
- "Um século decadente (XVII)", Estudos, 17 (187) pp. 220–230.
- "Sonata da esperança", Estudos, 17 (186) 1940, pp. 181–185.
- "O génio da 'raça'", Estudos, 17 (191-192) 1940, pp. 463–472; 18 (193) 1941, pp. 10–22.
- Escândalo da verdade, Leiria, Juventude, 1943, 223+ [4] p.
- O problema da Europa, Lisboa, Edições Gama, 1945, XXII+311+[4] p.
- "Acção católica e cultura católica", in: Primeira Decenal da Acção Católica Portuguesa, Coimbra, 1946, vol. 2, pp. 95–149.
- "A crise do nosso tempo", Rumo - Revista de Cultura Portuguesa, 1, n.º 5, 1946, pp. 122–127.
- Estudos políticos, Coimbra, Casa do Castelo, 1947, 272+[3] p.
- Humanismo social. Problemas da propriedade e do trabalho, Lisboa, União Gráfica, 1949, 179 p.
- "O cristão na encruzilhada", Estudos, 28 (290) 1950, pp. 449–465; 28 (291) 1950, pp. 499–508; 28 (292) 1950, pp. 563–571.
- Trabalho e propriedade, Lisboa, União Gráfica, 1950, 60 p.
- "Portugal e a cultura europeia sécs. XVI a XVIII", Biblos, 28, 1952, pp. 20–498.
- Responsabilidades sociais, Lisboa, Of. Gráficas Casa Portuguesa, 1952, 47 p.
- Correntes de sentimento religioso em Portugal (séculos XVI a XVIII), t. I, 2 vols. Coimbra, Instituto de Estudos Filosóficos, 1960, XII+750 p.
- "Seiscentismo e renovação em Portugal no século XVIII. Estudo de um processo inquisitorial", Biblos, 36, 1960, pp. 201–264.
- "O primeiro rol de livros proibidos", Biblos, 39, 1963, pp. 231–327.
- "A Universidade na sua história. A propósito da edição dos estatutos de 1559", Biblos, 40, 1964, pp. 319–393.
- "A Congregação do Oratório. Sua traça primitiva", Colóquio, 44, 1967, pp. 65–67.
- "Frei Valentim da Luz e os conflitos ideológicos do séc. XVI", Biblos, 43, 1967, pp. 409–709.
- A política cultural da época de D. João III, Coimbra, Instituto de Estudos Filosóficos, 1969, LXXXIV+1003 p.
- "A reforma da Universidade e os seus problemas", Brotéria, 93 (7) 1971, pp. 105–124; 93 (8-9) 1971, pp. 162–181; 93 (10-11) 1971, pp. 296–325.
- Braga e a cultura portuguesa do Renascimento, Coimbra, Seminário de Cultura Portuguesa, 1972, 98 p.
- "O eclectismo em Portugal no século XVIII. (Génese e destino de uma atitude filosófica)", Revista Portuguesa de Pedagogia, 6, 1972, pp. 3–24.
- Os Descobrimentos e a problemática cultural do século XVI, Coimbra, Seminário de Cultura Portuguesa, 1973, XVI+411 p.
- Individualismo e racionalismo em Portugal (1840-1870), Coimbra, Seminário de Cultura Portuguesa, 1973, 323 p.
- "A Universidade de ontem e a de hoje. O poder da rotina contra o poder da lucidez", Critério, n.º 7, Out. 1976, pp. 3–8 e 57.
- "Avanço cultural e avanço maçónico, na segunda metade do séc. XVIII", Revista de História das Ideias, vol. I, 1977, pp. 395–417.
- Os primórdios da Maçonaria em Portugal, 2 vols. em 4 tomos, Lisboa, INIC, 1980 (em colaboração com Graça Silva Dias).
- "O Vintismo: realidades e estrangulamentos políticos", Análise Social, 16 (61/62), 1980, pp. 273–278.
- "Camões e a Universidade portuguesa do séc. XVI", Jornal da Educação, n.º 34, Maio, 1980.
- Camões no Portugal de quinhentos, Lisboa, Inst. Cult. Ling. Portug., 1981, 114 p.
- "A revolução liberal portuguesa: amálgama e não substituiças de classes", in: Pereira, Miriam Halpern, ed. lit. - O liberalismo na Península Ibérica na primeira metade do século XIX, Lisboa, Sá da Costa, 1981, vol. 1, pp. 21–25.
- Os descobrimentos e a problemática cultural do século XVI, Lisboa, Presença, 1982, 306 p.
- "Pombalismo e teoria política", Cultura, História, Filosofia, 1, 1982, pp. 45–114.
- "A teoria da cruzada no pensamento de Clenardo", História Crítica, 9, 1982, pp. 67–73.
- "Pombalismo e projecto político", Cultura, História, Filosofia, 2, 1983, pp. 185–318; 3, 1984, pp. 27–151.
- "O Cânone filosófico Conimbricense (1592-1606)", Cultura História, Filosofia, 4, 1985, pp. 257–370.
- "Cultura e obstáculo epistemológico do Renascimento ao Iluminismo em Portugal", in: Francisco Contente Domingues e Luís Francisco Barreto (org.), Abertura do Mundo. Estudos de História dos Descobrimentos Europeus, vol. 1, pp. 41–52, Lisboa, Presença, 1986.
- Canções de Portugal de quinhentos, 2.ª edição, Lisboa, Inst. de Cultura e Língua Portuguesa, 1988, 116+[7] p.
- Os Descobrimentos e a problemática cultural do século XVI, 3.ª edição, Lisboa, Presença, 1988, 306p.